# Paddy Considine
Patrick George Considine, noto come Paddy Considine (Burton upon Trent, 5 settembre 1973), è un attore, sceneggiatore, regista e musicista britannico.

## Biografia
Nato nella contea di Staffordshire, da padre irlandese di nome Martin Joseph Considine, Patrick studia presso la Abbot Beyne School, diplomandosi nel 1990, in seguito studia recitazione al Burton College. Durante quel periodo conosce Shane Meadows, con il quale stringe una forte amicizia, che darà vita ad un prolifico sodalizio artistico, sia in campo cinematografico che musicale. I due amici formano un gruppo musicale chiamato "She Talks to Angels", con Meadows alla voce e Considine alla batteria sotto lo pseudonimo di "Bam-Bam" (soprannome ispirato ad un personaggio de I Flintstones). Continua gli studi presso l'Università di Brighton ottenendo una laurea in fotografia.
Terminati gli studi, debutta sul grande schermo 1999 nel film A Room for Romeo Brass, diretto dall'amico Shane Meadows. Il film ha un discreto successo ottenendo tre candidature ai British Independent Film Awards e l'interpretazione di Considine non passa inosservata tanto che l'anno successivo ottiene un ruolo nel film Last Resort. Nel frattempo continua la collaborazione con Meadows, partecipando a numerosi cortometraggi da lui diretti. Dopo una serie di film, come Romantici nati, 24 Hour Party People e Hypnotica, nel 2003 si cimenta con uno dei suoi ruoli più noti, ovvero Johnny nel film di Jim Sheridan In America - Il sogno che non c'era, per il quale ottiene numerose candidature a premi come il Satellite Award, lo Screen Actors Guild Award e il British Independent Film Award.
Nel 2004, dopo aver recitato in My Summer of Love, interpreta e co-sceneggia, con l'amico Shane Meadows, Dead Man's Shoes - Cinque giorni di vendetta, per il quale vince come miglior attore britannico agli Empire Awards 2005. Nel 2005 ottiene la sua prima parte ad Hollywood, nel biografico Cinderella Man - Una ragione per lottare, in cui viene diretto da Ron Howard e recita al fianco di Russell Crowe. Successivamente torna ad opere più indipendenti sotto la regia di cineasti emergenti, come thriller spagnolo The Backwoods - Prigionieri nel bosco e il drammatico Plutonio 239 - Pericolo invisibile.
Nel 2007, dopo aver lavorato nella commedia d'azione Hot Fuzz, torna ad Hollywood, questa volta al fianco di Matt Damon in The Bourne Ultimatum - Il ritorno dello sciacallo. Sempre nel 2007, ispirandosi in parte alla vita di suo padre Joseph, scrive e dirige il cortometraggio Dog Altogether, per il quale vince il Leone d'argento per il miglior cortometraggio alla 64ª Mostra internazionale d'arte cinematografica di Venezia. Considine ha recitato ne Il grido della civetta, tratto dall'omonimo romanzo di Patricia Highsmith, e Red Riding 1980, tratto dal romanzo Millenovecento80 di David Peace.
Nel 2020 viene scelto per interpretare re Viserys Targaryen I nella serie televisiva House of the Dragon, prequel de Il Trono di Spade ambientato circa 200 anni prima della serie madre ed incentrato sulla guerra fratricida della casa Targaryen nota come Danza dei Draghi. La serie ha esordito nell'agosto 2022. Considine ha ricevuto ampi elogi dalla critica per la sua interpretazione; lo stesso George R. R. Martin, autore delle Cronache del ghiaccio e del fuoco, ha lodato apertamente la performance dell'attore.
Nel corso degli anni, Considine è stato coinvolto in vari progetti musicali, è apparso nel videoclip Leave Before the Lights Come On degli Arctic Monkeys, in Familiar Feeling dei Moloko e in God Put a Smile upon Your Face dei Coldplay. Ha anche prestato la voce per il videogioco FIFA 07 e suona in una rock band chiamata "Riding The Low".

## Filmografia

### Attore

#### Cinema
- A Room for Romeo Brass, regia di Shane Meadows (1999)
- Last Resort, regia di Paweł Pawlikowski (2000)
- Romantici nati (Born Romantic), regia di David Kane (2000)
- Happy Now, regia di Philippa Cousins (2001)
- The Martins, regia di Tony Grounds (2001)
- 24 Hour Party People, regia di Michael Winterbottom (2002)
- Hypnotica (Doctor Sleep), regia di Nick Willing (2002)
- In America - Il sogno che non c'era (In America), regia di Jim Sheridan (2002)
- Dead Man's Shoes - Cinque giorni di vendetta (Dead Man's Shoes), regia di Shane Meadows (2004)
- My Summer of Love, regia di Paweł Pawlikowski (2004)
- Cinderella Man - Una ragione per lottare (Cinderella Man), regia di Ron Howard (2005)
- Stoned, regia di Stephen Woolley (2005)
- The Backwoods - Prigionieri nel bosco (Bosque de sombras), regia di Koldo Serra (2006)
- Plutonio 239 - Pericolo invisibile (The Half Life of Timofey Berezin), regia di Scott Z. Burns (2006)
- Hot Fuzz, regia di Edgar Wright (2007)
- The Bourne Ultimatum - Il ritorno dello sciacallo (The Bourne Ultimatum), regia di Paul Greengrass (2007)
- Il grido della civetta (Cry of the Owl), regia di Jamie Thraves (2009)
- Submarine, regia di Richard Ayoade (2010)
- Blitz, regia di Elliott Lester (2011)
- Now Is Good, regia di Ol Parker (2012)
- La fine del mondo (The World's End), regia di Edgar Wright (2013)
- Il sosia - The Double (The Double), regia di Richard Ayoade (2013)
- Honour, regia di Shan Khan (2014)
- Pride, regia di Matthew Warchus (2014)
- Child 44 - Il bambino n. 44 (Child 44), regia di Daniel Espinosa (2015)
- Macbeth, regia di Justin Kurzel (2015)
- Miss You Already, regia di Catherine Hardwicke (2015)
- La ragazza che sapeva troppo (The Girl with All the Gifts), regia di Colm McCarthy (2016)
- Morto Stalin, se ne fa un altro (The Death of Stalin), regia di Armando Iannucci (2017)
- Funny Cow, regia di Adrian Shergold (2017)
- Journeyman, regia di Paddy Considine (2017)
- La leggendaria Dolly Wilde (How to Build a Girl), regia di Coky Giedroyc (2019)
- Wolf, regia di Nathalie Biancheri (2021)
- Deep Cover - Attori sotto copertura (Deep Cover), regia di Tom Kingsley (2025)
- Capi di Stato in fuga (Heads of State), regia di Il'ja Najšuller (2025)

#### Televisione
- My Zinc Bed - Ossessione d'amore (My Zinc Bed) – film TV, regia di Anthony Page (2008)
- Red Riding 1980 – film TV, regia di James Marsh (2009)
- Peaky Blinders – serie TV, 4 episodi (2016)
- Informer – serie TV, 6 episodi (2018)
- The Outsider – miniserie TV, 10 puntate (2020)
- The Third Day, regia di Marc Munden e Philippa Lowthorpe – miniserie TV (2020)
- House of the Dragon – serie TV, 11 episodi (2022-2024)
- MobLand – serie TV (2025)

#### Videoclip
- Leave Before the Lights Come On – Arctic Monkeys
- Familiar Feeling – Moloko
- God Put a Smile upon Your Face – Coldplay

### Sceneggiatore
- Dead Man's Shoes - Cinque giorni di vendetta (Dead Man's Shoes), regia di Shane Meadows (2004)
- Dog Altogether, regia di Paddy Considine (2007) - Cortometraggio
- Tirannosauro (Tyrannosaur), regia di Paddy Considine (2011)
- Journeyman, regia di Paddy Considine (2017)

### Regista
- Dog Altogether (2007) - Cortometraggio
- Tirannosauro (Tyrannosaur) (2011)
- Journeyman (2017)

## Teatro
- The Ferryman di Jez Butterworth, regia di Sam Mendes. Royal Court Theatre e Gielgud Theatre di Londra (2017)
- The Ferryman di Jez Butterworth, regia di Sam Mendes. Bernard B. Jacobs Theatre di Broadway (2018)

## Doppiatori italiani
Nelle versioni in italiano delle opere in cui ha recitato, Paddy Considine è stato doppiato da:
- Sergio Lucchetti in My Summer of Love, The Bourne Ultimatum - Il ritorno dello sciacallo, My Zinc Bed - Ossessione d'amore, La ragazza che sapeva troppo
- Stefano Benassi in In America - Il sogno che non c'era, Cinderella Man - Una ragione per lottare, Deep Cover - Attori sotto copertura, Capi di Stato in fuga
- Fabrizio Dolce in The Outsider, House of the Dragon
- Simone Mori in Hot Fuzz, La fine del mondo
- Franco Mannella in Pride, Now Is Good
- Alessandro Quarta in Blitz, The Third Day
- Pasquale Anselmo in Last Resort
- Luca Bottale in 24 Hour Party People
- Lorenzo Scattorin in Dead Man's Shoes - Cinque giorni di vendetta
- Mauro Gravina in The Backwoods - Prigionieri nel bosco
- Massimo Aresu in Submarine
- Giorgio Locuratolo in Child 44 - Il bambino numero 44
- Andrea Lavagnino in Macbeth
- Angelo Maggi in Peaky Blinders
- Teo Bellia in Morto Stalin, se ne fa un altro
- Riccardo Scarafoni in MobLand